# Peter Federolf
Peter Andreas Federolf (* 1974 in Rottweil) ist ein deutscher Physiker und Biomechaniker.

## Leben
Federolf, der in Hechingen aufwuchs, studierte Physik an der Eidgenössischen Technischen Hochschule Zürich (ETH Zürich) in der Schweiz sowie an der Londoner Brunel University im Vereinigten Königreich. Zwischen 2000 und 2005 war er am Schweizer WSL-Institut für Schnee- und Lawinenforschung SLF in Davos tätig, wo er Zusammenhänge zwischen Sportgerät und Schnee im alpinen Skisport untersuchte und 2005 seine an der ETH Zürich angenommene Doktorarbeit abschloss, für die er Simulationen mit Carving-Skiern nach der Finite-Elemente-Methode durchführte. Federolf war anschließend ein Jahr am Sportinstitut der Universität Salzburg tätig und befasste sich mit der Biomechanik des alpinen Skilaufs. Hernach ging er an die Universität von Calgary nach Kanada, hatte dort von 2007 bis 2011 eine Stelle als Assistenzprofessor inne und untersuchte vornehmlich mechanische Aspekte menschlicher Bewegungen. Zwischenzeitlich weilte Federolf für jeweils rund einen Monat zu Forschungszwecken 2007 am Max-Planck-Institut für Bildungsforschung in Berlin und 2011 an der Stanford-Universität in den Vereinigten Staaten.
Zwischen 2011 und 2013 war er als Forscher an der Norwegischen Sporthochschule in Oslo tätig, zu Jahresbeginn 2014 trat er eine Professur für Biomechanik am Institut für Neurowissenschaft der Technisch-Naturwissenschaftlichen Universität Norwegens in Trondheim an. Diese Stelle hatte er bis Dezember 2014 inne, im Februar 2015 begann Federolf seinen Dienst als Professor für Neurophysiologie am Institut für Sportwissenschaft der Universität Innsbruck.
Zu Federolfs Arbeitsschwerpunkten in der Forschung gehören Bewegungen des menschlichen Körpers, unter anderem in Hinwendung auf Begrifflichkeiten wie Balance, Stabilität, Steuerung und Koordination. Des Weiteren befasst er sich mit Technikanalysen im Sport und mit Sportausrüstung.